# Gaillon
Gaillon je naselje in občina v severnem francoskem departmaju Eure regije Zgornje Normandije. Leta 2008 je naselje imelo 7.052 prebivalcev.

## Geografija
Kraj leži v pokrajini Normandiji 23 km severovzhodno od Évreuxa.

## Uprava
Gaillon je sedež dveh kantonov:
- Kanton Gaillon (občini Aubevoye, Gaillon: 10.680 prebivalcev),
- Kanton Gaillon - okolica (občine Ailly, Autheuil-Authouillet, Bernières-sur-Seine, Cailly-sur-Eure, Champenard, La Croix-Saint-Leufroy, Écardenville-sur-Eure, Fontaine-Bellenger, Fontaine-Heudebourg, Heudreville-sur-Eure, Saint-Aubin-sur-Gaillon, Saint-Étienne-sous-Bailleul, Saint-Julien-de-la-Liègue, Saint-Pierre-de-Bailleul, Saint-Pierre-la-Garenne, Sainte-Barbe-sur-Gaillon, Tosny, Venables, Vieux-Villez, Villers-sur-le-Roule: 12.122 prebivalcev).

Oba kantona sta sestavna dela okrožja Les Andelys.

## Zanimivosti
- renesančni grad Château de Gaillon, naslednik nekdanje trdnjave normanskih vojvodov iz 10. stoletja, konec 12. stoletja pod francoskim kraljem Filipom Avgustom, kasneje v času Ludvika IX. prešel v roke Rouenski nadškofiji,
- cerkev sv. Audoena iz 18. stoletja.

## Pobratena mesta
- Sarstedt (Spodnja Saška, Nemčija);